# Hubert Vincent-Bréchignac
Pour les articles homonymes, voir Vincent-Bréchignac et Bréchignac.
Hubert Vincent-Bréchignac (né le 13 mai 1899 à Versailles et mort le 25 août 1955  dans la même ville) est un producteur de cinéma et un directeur de production français.

## Biographie
Hubert Vincent-Bréchignac est le frère de Francis Vincent-Bréchignac et de Jean Vincent-Bréchignac.

## Filmographie
Directeur de production
- 1942 : La Nuit fantastique de Marcel L'Herbier
- 1944 : Le Bal des passants de Guillaume Radot
- 1947 : Chemins sans lois de Guillaume Radot

Producteur
- 1946 : Les Malheurs de Sophie de Jacqueline Audry
- 1947 : La Kermesse rouge de Paul Mesnier
- 1948 : La Grande Volière de Georges Péclet
- 1949 : Portrait d'un assassin de Bernard-Roland